# Konrad Zechlin
Konrad Zechlin (* 8. April 1854 in Salzwedel; † 3. April 1936 ebenda); war altmärkischer Heimatforscher, Apotheker in Salzwedel und Privatgelehrter.

## Leben
Konrad Zechlin übernahm nach dem Studium der Pharmazie, Botanik, Biologie, Geologie und Anthropologie sowie diverser Fremdsprachen in Göttingen im Jahre 1882 die Apotheke seines Vaters Theodor Zechlin in Salzwedel, die historische Löwenapotheke. Im Jahre 1890 verkaufte er die Apotheke, um sich ganz seinen Forschungsinteressen zu widmen. Im Todesjahr seines Vaters 1895 übernahm er auch dessen Funktionen im  Altmärkischen Verein für Vaterländische Geschichte und Industrie und setzte dort dessen kommunalpolitische und  heimatkundliche Aktivitäten fort.
Konrad Zechlin war ordentliches Mitglied der Berliner Gesellschaft für Ethnologie, Anthropologie und Urgeschichte. 
Der Historiker Egmont Zechlin, ein Neffe von Konrad Zechlin, beschreibt den Salzwedeler Patriarchen, den Zechlin'schen Familiensitz in der „Kirchecke“ gegenüber der Marienkirche, und seine weitläufige Familie in seinen 1993 erschienenen Lebenserinnerungen. 